# 小坂明子
小坂 明子（こさか あきこ、1957年1月2日 - ）は、日本のシンガーソングライター、ピアニスト、作曲家、作詞家。音楽監督なども務める。また、ボイストレーニングの教室を開き指導を行っている。一時期はダイエット指南や関西ローカルTVの司会・アシスタント業でも活躍した。
兵庫県西宮市出身。神戸大学教育学部附属住吉小学校、神戸大学教育学部附属住吉中学校、大阪音楽大学付属音楽高等学校ピアノ科卒。関西を中心に活躍した指揮者、編曲家である小坂務の娘。血液型はA型。

## 略歴
- 1973年 、ヤマハ音楽振興会主催の第6回ポピュラーソングコンテスト並びに第4回世界歌謡祭にて、自身の作詞作曲による「あなた」でグランプリを受賞。12月に「あなた」でプロデビュー。
- 1974年 「あなた」が200万枚を超える大ヒット。第2回サンプラザ音楽祭では熱演賞グランプリを受賞した。年末にはNHKの『第25回NHK紅白歌合戦』（NHK総合・ラジオ第1）にも出場した。なお、このとき指揮を務めたのは父の小坂務である[2]。
- 1979年4月 9枚目のシングル「ジューンブライド」を以って、ワーナーパイオニアからSMSレコードに移籍。
- 1982年7月 12枚目のシングル「コバルト色の天使」を以って、日本フォノグラムに移籍。
- 1982年11月 『あきらめないで―小坂明子のやせる本』出版。ベストセラーになる。
- 1984年 独立。この頃から作曲家としての仕事も行うようになり、テレビゲーム・テレビ番組などの分野でも様々な音楽を作り出している。
- 1985年10月 結婚（現在は男子2児の母、うち1人は、女優・門脇麦と小学校時代の同級生[3]）。
- 1993年から2005年まで『ミュージカル 美少女戦士セーラームーン』(バンダイ版)で作曲と音楽監督を担当し、通算456曲を提供。1993年にはアニメ劇場版の主題歌「Moon Revenge」を、1994年にはTVアニメのED「タキシード・ミラージュ」も担当する。
- 2001年発売の、森本レオ出演の絵本ビデオ「わすれられないおくりもの」でも音楽を担当。
- 2003年に、bayfmの番組「Another time」と「Music Salad」を掛け持ちでMCを担当。
- 同年11月21日に、シングル「あなたre-birth」を発売[4]。
- 2006年8月 オリジナルピアノインストゥルメンタルアルバム「Pianish」を発売。同年10月 収録曲「Anata - I Wish You Were Here With Me」がオランダのiTunes New Age部門にて1位を獲得。同アルバムも欧州各国のiTunes同部門にて上位進出。
- 2009年9月7日放送のフジテレビ『HEY!HEY!HEY!　今聴きたい1974年の名曲トップ10』[5]で、「あなた」が1位に選ばれている[6]。
- 2015年6月6日〜7日には、ANZA、望月祐多を始めたセーラームーンミュージカルの当時の出演者達と共に、同窓会ライブ『ANZA∞小坂明子 Legend Forever～伝説は永遠に～』を開催。サプライズとして、「Moon Revenge」の弾き語りを披露した。
- 2017年8月2日〜3日には、『美少女戦士セーラームーン25周年記念 Classic Concert』にゲストアーティストとして出演が決定。
- 2018年5月24日、長男でミュージシャンの千葉龍太郎 (GRAND FAMILY ORCHESTRA) が事故により死去[7][8]。30歳。

## ディスコグラフィ

### シングル
| 発売日                                   | 規格                                     | 規格品番                                 | 面                                       | タイトル                                 |
| ワーナー・パイオニア／エレクトラレコード | ワーナー・パイオニア／エレクトラレコード | ワーナー・パイオニア／エレクトラレコード | ワーナー・パイオニア／エレクトラレコード | ワーナー・パイオニア／エレクトラレコード |
| ---------------------------------------- | ---------------------------------------- | ---------------------------------------- | ---------------------------------------- | ---------------------------------------- |
| 1973年12月21日                           | EP                                       | L-1165E                                  | A                                        | あなた                                   |
| 1973年12月21日                           | EP                                       | L-1165E                                  | B                                        | 青春の愛                                 |
| 1974年5月25日                            | EP                                       | L-1185E                                  | A                                        | もう一度                                 |
| 1974年5月25日                            | EP                                       | L-1185E                                  | B                                        | ふたりだけの世界                         |
| 1974年10月25日                           | EP                                       | L-1212E                                  | A                                        | 丘の上の教会                             |
| 1974年10月25日                           | EP                                       | L-1212E                                  | B                                        | 最後のラブレター                         |
| 1975年2月21日                            | EP                                       | L-1224E                                  | A                                        | 愛する人のために                         |
| 1975年2月21日                            | EP                                       | L-1224E                                  | B                                        | あなたの街                               |
| 1975年6月25日                            | EP                                       | L-1249E                                  | A                                        | あこがれ                                 |
| 1975年6月25日                            | EP                                       | L-1249E                                  | B                                        | ごめんなさい                             |
| 1975年11月10日                           | EP                                       | L-1287E                                  | A                                        | ビートルズをおぼえていますか             |
| 1975年11月10日                           | EP                                       | L-1287E                                  | B                                        | 赤い涙                                   |
| 1976年5月25日                            | EP                                       | L-5E                                     | A                                        | ピアニッシモの悲しみ                     |
| 1976年5月25日                            | EP                                       | L-5E                                     | B                                        | またいつか                               |
| 1977年9月25日                            | EP                                       | L-166E                                   | A                                        | 今だから                                 |
| 1977年9月25日                            | EP                                       | L-166E                                   | B                                        | トワイライト神戸                         |
| SMSレコード                              |                                          |                                          |                                          |                                          |
| 1979年4月25日                            | EP                                       | SM06-18                                  | A                                        | June Bride                               |
| 1979年4月25日                            | EP                                       | SM06-18                                  | B                                        | 貴方の思うまま                           |
| 1980年2月25日                            | EP                                       | SM06-41                                  | A                                        | 時計のないウィークエンド                 |
| 1980年2月25日                            | EP                                       | SM06-41                                  | B                                        | 愛こそはすべて                           |
| 1980年10月25日                           | EP                                       | SM07-74                                  | A                                        | Crying                                   |
| 1980年10月25日                           | EP                                       | SM07-74                                  | B                                        | Fine                                     |
| フィリップス・レコード                   |                                          |                                          |                                          |                                          |
| 1982年7月5日                             | EP                                       | 7PL-83                                   | A                                        | コバルト色の天使                         |
| 1982年7月5日                             | EP                                       | 7PL-83                                   | B                                        | Midnight Scene                           |
| 1983年2月5日                             | EP                                       | 7PL-106                                  | A                                        | Bye-Bye Jealousy                         |
| 1983年2月5日                             | EP                                       | 7PL-106                                  | B                                        | Good-Bye Love                            |
| MusicWeb RECORDS                         |                                          |                                          |                                          |                                          |
| 2003年11月21日                           | CD                                       | HFCR-00002                               | 1                                        | あなたre-birth                           |
| 2003年11月21日                           | CD                                       | HFCR-00002                               | 2                                        | あなた（楽園バージョン）                 |
| 2010年3月17日                            | CD                                       | DQC-424                                  | 1                                        | 遠い夜に抱かれて                         |
| 2010年3月17日                            | CD                                       | DQC-424                                  | 2                                        | ライ・ララ青い月                         |
| 2010年3月17日                            | CD                                       | DQC-424                                  | 3                                        | ほろほろの風                             |
| 2010年3月17日                            | CD                                       | DQC-424                                  | 4                                        | 夏の記憶                                 |

### アルバム

#### オリジナル・アルバム
| 発売日                                   | 規格                                     | 規格品番                                 | アルバム | 備考                                             |
| ワーナー・パイオニア／エレクトラレコード | ワーナー・パイオニア／エレクトラレコード | ワーナー・パイオニア／エレクトラレコード | ワーナー・パイオニア／エレクトラレコード | ワーナー・パイオニア／エレクトラレコード         |
| ---------------------------------------- | ---------------------------------------- | ---------------------------------------- | --- | ------------------------------------------------ |
| 1974年2月25日                            | LP                                       | L-6095E                                  | あなた / 小坂明子の世界 ※ 注記以外は、作詞・作曲：小坂明子、編曲：:萩田光雄 Side:A 1. あなた（編曲:宮川泰） 2. 六月の子守歌（作詞:あだちあかね、作曲:野田幸嗣） 3. 二人でいれば 4. たんぽぽ（作詞・作曲:かわはらひとみ） 5. 青春の愛（作詞:小坂長生、編曲:小坂務） 6. そんなあなたが（作詞・作曲:中沢京子） Side:B 1. 虹は（作詞:小坂長生） 2. 夏の光の中で（作詞・作曲:木村恭子） 3. 明日によろしく（作詞・作曲:広田義人） 4. 思い出の海（編曲:小坂務） 5. 風が吹いてくれば（作詞・作曲:萩原暁） 6. あなた（編曲:小坂務）                                                                             |                                                  |
| 1994年5月25日                            | CD                                       | WPC6-8035                                | あなた / 小坂明子の世界 ※ 注記以外は、作詞・作曲：小坂明子、編曲：:萩田光雄 Side:A 1. あなた（編曲:宮川泰） 2. 六月の子守歌（作詞:あだちあかね、作曲:野田幸嗣） 3. 二人でいれば 4. たんぽぽ（作詞・作曲:かわはらひとみ） 5. 青春の愛（作詞:小坂長生、編曲:小坂務） 6. そんなあなたが（作詞・作曲:中沢京子） Side:B 1. 虹は（作詞:小坂長生） 2. 夏の光の中で（作詞・作曲:木村恭子） 3. 明日によろしく（作詞・作曲:広田義人） 4. 思い出の海（編曲:小坂務） 5. 風が吹いてくれば（作詞・作曲:萩原暁） 6. あなた（編曲:小坂務）                                                                             |                                                  |
| 2018年12月21日                           | Blu-specCD2 （紙ジャケ）                 | DQCL 3488                                | あなた / 小坂明子の世界 ※ 注記以外は、作詞・作曲：小坂明子、編曲：:萩田光雄 Side:A 1. あなた（編曲:宮川泰） 2. 六月の子守歌（作詞:あだちあかね、作曲:野田幸嗣） 3. 二人でいれば 4. たんぽぽ（作詞・作曲:かわはらひとみ） 5. 青春の愛（作詞:小坂長生、編曲:小坂務） 6. そんなあなたが（作詞・作曲:中沢京子） Side:B 1. 虹は（作詞:小坂長生） 2. 夏の光の中で（作詞・作曲:木村恭子） 3. 明日によろしく（作詞・作曲:広田義人） 4. 思い出の海（編曲:小坂務） 5. 風が吹いてくれば（作詞・作曲:萩原暁） 6. あなた（編曲:小坂務）                                                                             | 2018年デジタルリマスター盤                       |
| 1974年11月25日                           | LP                                       | L-8044E                                  | 愛のメルヘン ※ 注記以外は、作詞・作曲：小坂明子、編曲：萩田光雄 Side:A 1. ふたりだけの世界 2. FIRST LOVE（作詞:飯島恵子） 3. プラタナスの丘（作詞・作曲:田原敬子） 4. あなたの街（編曲:小林南） 5. サルビアの花（作詞:相沢靖子、作曲:早川義夫、編曲:羽田健太郎） 6. もう一度 Side:B 1. 丘の上の教会（編曲:小坂務） 2. ひとりぼっちの秋（作詞:喜早哲） 3. あなたの心のかたすみに（作詞・作曲:松田晃） 4. 最後のラブレター（作詞:相谷修） 5. 散歩道 6. あなた（編曲:宮川泰） |                                                  |
| 2018年12月21日                           | Blu-specCD2 （紙ジャケ）                 | DQCL 3489                                | 愛のメルヘン ※ 注記以外は、作詞・作曲：小坂明子、編曲：萩田光雄 Side:A 1. ふたりだけの世界 2. FIRST LOVE（作詞:飯島恵子） 3. プラタナスの丘（作詞・作曲:田原敬子） 4. あなたの街（編曲:小林南） 5. サルビアの花（作詞:相沢靖子、作曲:早川義夫、編曲:羽田健太郎） 6. もう一度 Side:B 1. 丘の上の教会（編曲:小坂務） 2. ひとりぼっちの秋（作詞:喜早哲） 3. あなたの心のかたすみに（作詞・作曲:松田晃） 4. 最後のラブレター（作詞:相谷修） 5. 散歩道 6. あなた（編曲:宮川泰） | 2018年デジタルリマスター盤、ボーナス・トラック入 |
| 1975年10月                               | LP                                       | L-10022E                                 | ひとりごと ※ 注記以外は、作詞・作曲：小坂明子 Side:A 1. あこがれ（編曲:東海林修） 2. 2. 心の日記帳（作詞:外木節子、編曲:千代正行） 3. 3. ビートルズをおぼえていますか（作詞:山川啓介、編曲:千代正行） 4. 4. 赤い涙（編曲:萩田光雄） 5. 5. 小さな時から（作詞:鈴木雅之、編曲:萩田光雄） 6. 6. 手のひらの海（作詞:藤公之介、編曲:佐藤健） Side:B 1. 愛する人のために（編曲:萩田光雄） 2. 8. ごめんなさい（編曲:東海林修） 3. 9. 逆もどり（作詞・作曲:広田義人、編曲:萩田光雄） 4. 10. いつわりの言葉（編曲:東海林修） 5. 11. 私が一番好きな人（編曲:佐藤健） 6. 12. 今の私に（作詞:小坂務、編曲:佐藤健） |                                                  |
| 2018年12月21日                           | Blu-specCD2 （紙ジャケ）                 | DQCL 3490                                | ひとりごと ※ 注記以外は、作詞・作曲：小坂明子 Side:A 1. あこがれ（編曲:東海林修） 2. 2. 心の日記帳（作詞:外木節子、編曲:千代正行） 3. 3. ビートルズをおぼえていますか（作詞:山川啓介、編曲:千代正行） 4. 4. 赤い涙（編曲:萩田光雄） 5. 5. 小さな時から（作詞:鈴木雅之、編曲:萩田光雄） 6. 6. 手のひらの海（作詞:藤公之介、編曲:佐藤健） Side:B 1. 愛する人のために（編曲:萩田光雄） 2. 8. ごめんなさい（編曲:東海林修） 3. 9. 逆もどり（作詞・作曲:広田義人、編曲:萩田光雄） 4. 10. いつわりの言葉（編曲:東海林修） 5. 11. 私が一番好きな人（編曲:佐藤健） 6. 12. 今の私に（作詞:小坂務、編曲:佐藤健） | 2018年デジタルリマスター盤、ボーナス・トラック入 |
| 1976年8月                                | LP                                       | L-10041E                                 | 海とショパンとバーボンと ※ 注記以外は、作詞・作曲：小坂明子 Side:A 1. 海とショパンとバーボンと（作詞:山川啓介、編曲:渡辺俊幸） 2. Happy Now（編曲:萩田光雄） 3. 誰のせいでもないわ（作詞:林恵、編曲:萩田光雄） 4. わたしの夢（編曲:ボブ佐久間） 5. 雨よ（編曲:渡辺俊幸） 6. 私の為に泣いて下さい（編曲:萩田光雄） Side:B 1. ピアニッシモのかなしみ（作詞:山川啓介、編曲:渡辺俊幸） 2. シュガー列車で行こう（作詞:山川啓介、編曲:ボブ佐久間） 3. 久しぶりですね（編曲:萩田光雄） 4. 時間のたつのが早すぎて（編曲:渡辺俊幸） 5. 私が一番好きな人（編曲:佐藤健） 6. またいつか（編曲:渡辺俊幸）           |                                                  |
| 2018年12月21日                           | Blu-specCD2 （紙ジャケ）                 | DQCL 3491                                | 海とショパンとバーボンと ※ 注記以外は、作詞・作曲：小坂明子 Side:A 1. 海とショパンとバーボンと（作詞:山川啓介、編曲:渡辺俊幸） 2. Happy Now（編曲:萩田光雄） 3. 誰のせいでもないわ（作詞:林恵、編曲:萩田光雄） 4. わたしの夢（編曲:ボブ佐久間） 5. 雨よ（編曲:渡辺俊幸） 6. 私の為に泣いて下さい（編曲:萩田光雄） Side:B 1. ピアニッシモのかなしみ（作詞:山川啓介、編曲:渡辺俊幸） 2. シュガー列車で行こう（作詞:山川啓介、編曲:ボブ佐久間） 3. 久しぶりですね（編曲:萩田光雄） 4. 時間のたつのが早すぎて（編曲:渡辺俊幸） 5. 私が一番好きな人（編曲:佐藤健） 6. またいつか（編曲:渡辺俊幸）           | 2018年デジタルリマスター盤、ボーナス・トラック入 |
| フィリップス・レコード                   |                                          |                                          | |                                                  |
| 1983年2月5日                             | LP                                       | 28PL-48                                  | Again ※ 注記以外は、作詞・作曲・編曲：小坂明子 Side:A 1. Lonely Girl（作詞:佐藤ありす、編曲:岩井真一） 2. Bye-Bye Jealousy（作詞:佐藤ありす） 3. Good-bye Love 4. 真夜中のゲスト（作詞:佐藤ありす） 5. 哀愁〜The End Of My Love〜 Side:B 1. Ocean Floor 2. Love Is Myself（編曲:小坂潔） 3. ほほえんで愛 4. Nightmare-悪夢-（作詞:小坂明子・Tami May） 5. Again ボーナス・トラック 1. コバルト色の天使（編曲:後藤次利） 2. Midnight Scene |                                                  |
| 2017年10月25日                           | CD                                       | UPCY-7369                                | Again ※ 注記以外は、作詞・作曲・編曲：小坂明子 Side:A 1. Lonely Girl（作詞:佐藤ありす、編曲:岩井真一） 2. Bye-Bye Jealousy（作詞:佐藤ありす） 3. Good-bye Love 4. 真夜中のゲスト（作詞:佐藤ありす） 5. 哀愁〜The End Of My Love〜 Side:B 1. Ocean Floor 2. Love Is Myself（編曲:小坂潔） 3. ほほえんで愛 4. Nightmare-悪夢-（作詞:小坂明子・Tami May） 5. Again ボーナス・トラック 1. コバルト色の天使（編曲:後藤次利） 2. Midnight Scene | ボーナス・トラック入                             |
| ReBound Records                          |                                          |                                          | |                                                  |
| 2006年8月30日                            | CD                                       | RBCA-1001                                | Pianish ※ 全作曲・編曲：小坂明子 1. 窓ぎわの少女 2. 寂しい笑顔の向こうに 3. ほろほろの風 4. 静止画 5. 雨に消えたシルエット 6. Long Distance 7. Dark Clouds 8. 霜降月 9. あなた 10. 一輪の花のように |                                                  |
| 2008年6月4日                             | CD                                       | DQC-79                                   | Pianade ※ 全作曲・編曲：小坂明子 1. はだれ雪 2. 舞い桜 3. 白い蝶 4. 愁い顔の女（ひと） 5. Your Gentle Smile 6. 春雷 7. 初恋 8. Cat Mint Tea 9. 夏の記憶 10. 彷徨の果て 11. もう一度 |                                                  |
| SPACE SHOWER MUSIC                       |                                          |                                          | |                                                  |
| 2013年3月20日                            | CD                                       | DDCZ-1857                                | 懐想 linked to 40yrs. ※ 注記以外は、作詞・作曲・編曲：小坂明子 1. あなた（Inst.） 2. Liberty〜渚にて for 高橋真梨子 3. メイプルタウン物語 4. ありふれた風景 for 中森明菜 5. Fade Out 6. 初空に泣いて 7. Moon Revenge（作詞:冬杜花代子） 8. わぴこ元気予報!（Inst.） 9. タキシード・ミラージュ（作詞:武内直子） 10. 泣きまね for 南翔子 11. ブルードットの恋 for 島田奈美 12. もう一度 13. 地球懐想（Inst.） 14. あなた |                                                  |

#### ベスト・アルバム
- 小坂明子 ベスト・アルバム（1986年1月26日、APOLLON MUSIC INDUSTRIAL CORP.、BY32-29）-　2001年4月15日再発。
- ポプコン・スーパーセレクション「小坂明子ベスト」（2003年3月26日、キングレコード、KICS2412）-　世界歌謡祭LIVEバージョンの「あなた」収録。
- 小坂明子スーパーベスト・コレクション（2011年3月8日、ワーナー・ミュージック、WQCQ-247）
- 小坂明子スーパーベスト（2011年8月27日、TSUTAYA、WMP 60062）

## 主な提供

### アニメソング
- メイプルタウン物語

OP：『メイプルタウン物語』 歌 / 山野さと子
ED：『パティの日曜日』 歌 / 山野さと子
- 愛少女ポリアンナ物語

挿入歌：『夢色天使』 歌 / 堀江美都子
挿入歌：『星屑のシャンデリア』 歌 / 堀江美都子
- 新メイプルタウン物語 パームタウン編

OP：『南の国のパームタウン』 歌 / 山野さと子
ED：『もっとフレンド』 歌 / 山野さと子
- ハーイあっこです

前期OP、第二期ED：『晴れのち晴れ』 歌 / 小坂明子
後期OP：『キッチンから愛をこめて』 歌 / 小坂明子（作詞は森雪之丞）
第一期ED：『おかえりなさい』 歌 / 橋本潮
- めぞん一刻

挿入歌：『予感』 歌 / 島本須美（作詞は佐藤ありす）
- きんぎょ注意報!

OP：『わぴこ元気予報!』（作曲のみ） 歌 / 内田順子
後期ED： 『ぎょっぴーダンス』 歌 / 内田順子
- 美少女戦士セーラームーン

挿入歌（88話）：『La Soldier』(作曲・編曲のみ)  歌 / 桜っ子クラブさくら組 （作詞は冬杜花代子）
挿入歌（161話）：『セーラーチームのテーマ』（作曲のみ） 歌 / 朝川ひろこ (作詞は武内直子)
第3期ED：『タキシード・ミラージュ』 歌 / 三石琴乃、富沢美智恵、久川綾、篠原恵美、深見梨加
- 若草物語 ナンとジョー先生

OP：『明日もお天気』 歌 / 小坂明子
- オズの魔法使い

OP：『ファンシーガール』 歌 / 山野さと子
ED：『魔法のクレヨン』 歌 / 大杉久美子、大杉恵麻
- 魔法使いサリー

1989年版第二期ED：『リトルプリンセス』 歌 / 朝川ひろこ
- ウルトラマンキッズ 母をたずねて3000万光年

OP：『コスモス アドベンチャー』　歌 / 山野さと子
- 美少女戦士セーラームーンCrystal

ED：『月虹』 歌 / ももいろクローバーZ

### 映画
- 劇場版美少女戦士セーラームーンR

主題歌：『Moon Revenge』 歌 / 三石琴乃、富沢美智恵、久川綾、篠原恵美、深見梨加
- 劇場版 ドラえもん ぼくの生まれた日

主題歌：『キミに会いたくて』 歌 / 小坂明子
- 劇場版 美少女戦士セーラームーンEternal

主題歌：『月色Chainon』 歌 / ももいろクローバーZ with セーラー5戦士

### ミュージカル
- 美少女戦士セーラームーン

主題歌：『ラ・ソウルジャー (La Soldier)』をはじめ、バンダイ版の楽曲すべてを担当。音楽監督としても参加。

### ゲーム
- ラプラスの魔（ハミングバードソフト）
- アグニの石（ハミングバードソフト）

### その他
- イヤホンズ：『Fuwa くちゃ Dreamer』
- 三田村邦彦：『いま走れ!いま生きる!』（『必殺仕事人』挿入歌）
- 布施明：『無言劇 パントマイム』
- 小柳ルミ子：『明日（あした）の海』
- 中森明菜：『赤い不思議』『ありふれた風景』
- 志村香：『危険がいっぱい』
- 少女隊：『恋人気分のホリディ』『流星クラクション』
- 松本典子：『秘密の17才』
- 島田奈美：『ブルードットの恋』『白い時間』
- 宇沙美ゆかり：『週末はDelicate』
- 高橋美枝：『Oh! 多夢』
- 南翔子：『泣きまね』
- 西野妙子：『よこがお』
- 松田聖子：『七色のパドル』
- 石野真子：『生まれる前から恋してた』『星になった涙たち』
- 小堺一機：『マヌカン・ガール』『Joke』
- ももいろクローバーZ：『一粒の笑顔で…』

他多数

## 出演・プロデュース

### テレビアニメ
- メイプルタウン物語
- 新メイプルタウン物語 パームタウン編
- ハーイあっこです
- ふしぎ魔法ファンファンファーマシィー
- 貧乏姉妹物語

第8話にて自身をモデルとした小学校の音楽講師「小坂先生」役で友情出演した。

### その他の番組
- ヤングプラザ(朝日放送、1978~1979年頃、土曜日の夕方に放送されていた、関西のアマチュアバンドにスポットを当てた音楽バラエティ番。父のアマチュア時代からの盟友キダ・タローに推薦されて共に司会を務めた。キダやファンの視聴者からは『関取』と呼ばれていた)
- 東芝サタデーワイド 仁鶴のなんやかんや土曜日です（朝日放送ラジオ）
- モリゾー・キッコロ 森へいこうよ!

### ミュージカル
- 美少女戦士セーラームーン ※作曲も担当 （1993年8月-2005年1月）
- 愛・地球博閉幕1周年記念ミュージカル‐あした‐ ※作曲も担当（2006年9月）

### その他
- イヤホンズ3周年記念ライブ『Some Dreams Tour 2018 -新次元の未来泥棒ども-』大阪公演（2018年6月24日、umedaTRAD）※ゲスト出演

## NHK紅白歌合戦出場歴
| 年度/放送回               | 回 | 曲目   | 出演順 | 対戦相手   |
| ------------------------- | -- | ------ | ------ | ---------- |
| 1974年（昭和49年）/第25回 | 初 | あなた | 17/25  | 三橋美智也 |

注意点
- 出演順は「出演順/出場者数」で表す。